# Golem (román)
Golem je román, který napsal německy píšící pražský autor Gustav Meyrink. Knižně byl poprvé vydán roku 1915, předtím, v letech 1913 a 1914, vycházel na pokračování v novinách Die weißen Blätter. Román svými grafikami ilustroval Hugo Steiner-Prag.

## Obsah

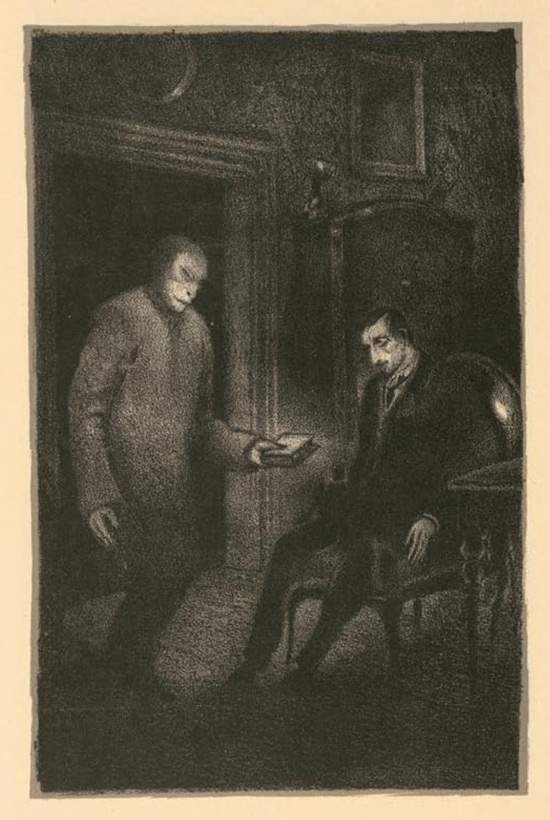
Athanasius Pernath dostává od neznámého „Knihu Ibbur"“ (Hugo Steiner-Prag)

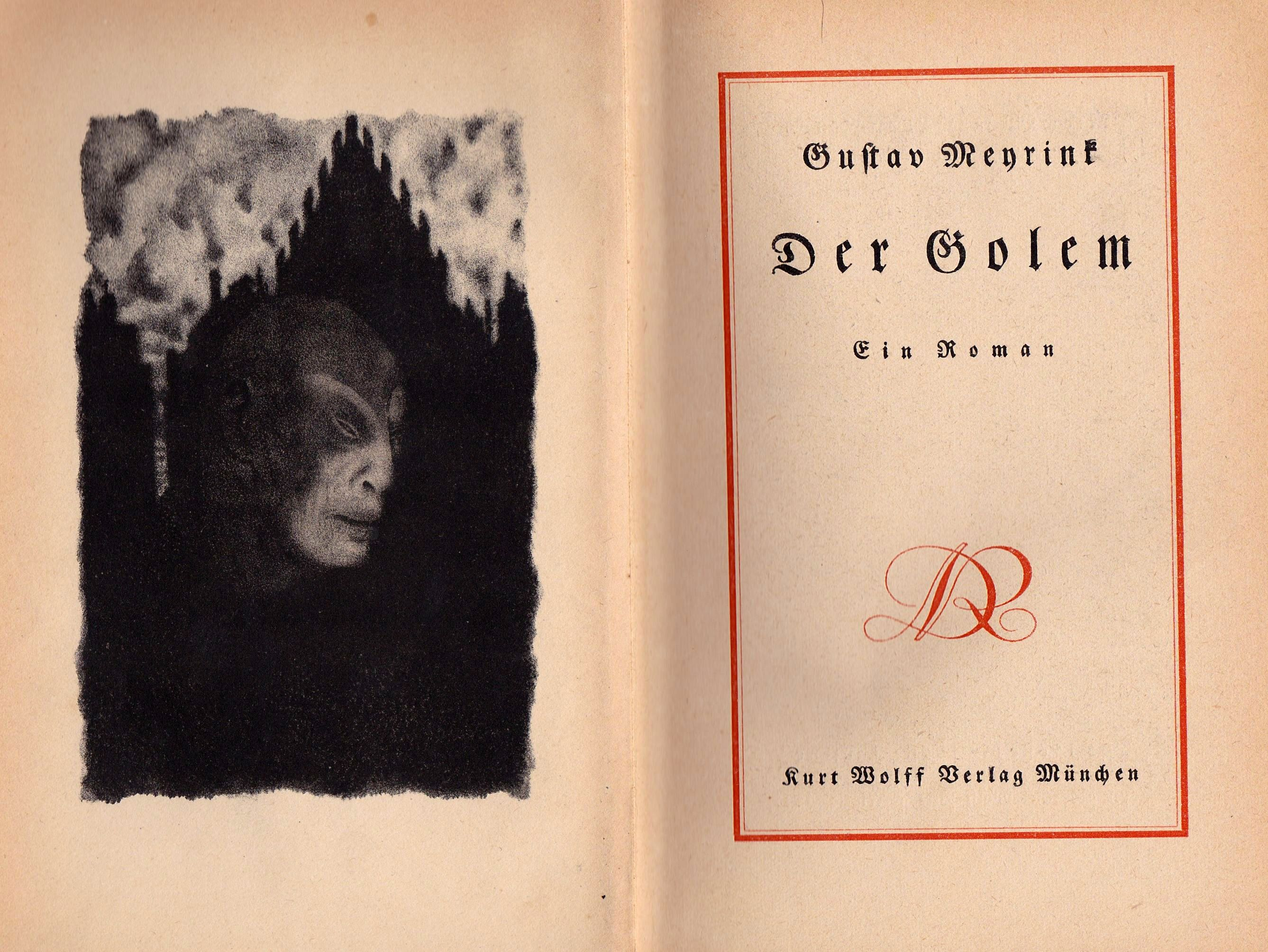
Titulní strana vydání z roku 1915 (Gerd Kueveler)

Počátek 20. století: anonymní vypravěč příběhu si při své návštěvě Prahy před spaním čte knihu o životě Siddhárty Gautamy. Poté upadá do neklidného polospánku a dostává se do snového světa, v němž prožívá události, které se v pražské židovské čtvrti odehrály před více než třiceti lety, tj. před asanací.
V tomto snícím stavu na sebe bere identitu řezače drahokamů a restaurátora Athanasia Pernatha, který žil v pražském ghettu na přelomu let 1890/1891 a který po prodělané duševní nemoci postupně získává přístup k vlastní minulosti a ke svému nitru, aby se setkal se sebou samým.
Najednou se v Pernathově bytě objeví gentleman, jenž se chová, jako by tam byl doma, ani nepozdraví, ani si nesundá klobouk. Vytáhne z kapsy foliant s kovovým pouzdrem s tím, že iniciála I na začátku kapitoly „Ibbur“ („těhotenství duše“) musí být restaurována. Pernath čte první kapitolu, zatímco návštěvník jako duch náhle mizí. Pernath má brzy podezření, že tento záhadný klient mohl být legendární Golem, o němž se říká, že se v Praze objeví každý třiatřicátý rok. Rabi Löw jej údajně stvořil v roce 1580 z hlíny na břehu Vltavy jako pomocníka, který měl Židy ochránit.
Od této doby se řezači drahokamů život vymkne z rukou. Zapojuje se do četných intrik a pronásledují ho halucinace, bludy a podivné věci, kterým nedokáže porozumět. Je zapleten také do pomsty iniciované medikem Charouskem proti obchodníkovi s haraburdím Aaronu Wassertrumovi, jehož nemanželským synem student je. Seznámí se rovněž s archivářem Hillelem, jenž se objeví vždy, když Pernath potřebuje pomoc, a do jehož krásné dcery Mirjam se zamiluje.
V komoře v sousedním domě najde Pernath padací dveře a ocitne se v zamřížované „místnosti bez přístupu“, v níž rozpoznává Golemům domov. Vybaví se mu tarotová karta pagát, kterou před mnoha lety sám namaloval a najednou nabude dojmu, že se vidí v rohu místnosti sedět naproti Golemovi. Golem se mu jeví jako lidský dvojník a Pernath je naplněn touhou a nadějí, že dosáhne svého vykoupeného, nesmrtelného já.
V důsledku komplotu vetešníka Aarona Wassertruma je Pernath obviněn z vraždy a musí jít do vězení, kde se již vzdává všech nadějí, než je po šesti měsících neočekávaně propuštěn. Tehdy zjistí, že část ghetta, ve které žil, už byla zničena. Marně hledá své staré přátele. Nové místo najde v domě s „místností bez přístupu“, který podle tamního domovníka již neexistuje. Když v domě vypukne požár, spustí se ze střechy, přičemž věří, že oknem o patro níž viděl Hillela a Mirjam. Lano se však přetrhne a on spadne na chodník.
Když se vypravěč znovu probudí, najde zaměněný klobouk s vyšitým jménem „Athanasius Pernath“. Při svých pokusech klobouk vrátit objevuje v „realitě“ další stopy toho, co se mu zdálo. Závěr, při němž sám vypravěč narazí na svého dvojníka, jímž je Pernath („Je mi, jako bych se viděl v zrcadle, tak podobný je jeho obličej mé vlastní tváři.“), ho ponechává v nejistotě o reálnosti toho, co zažil.

## Styl
Golem Gustava Meyrinka je považován za klasiku fantastické literatury. Román není adaptací golemovské ságy v užším smyslu, ale spíše impresionistickým snem na pozadí této ságy. Titulní postava se v románu samotném neobjevuje. Otázka, do jaké míry získává podobu Golema vypravěč sám, zůstává otevřená.

## Zajímavosti
Postava studenta medicína Innozenze Charouska je inspirována pražským šachistou Rudolfem Charouskem (1873–1900).

## Filmové adaptace
Žádný ze tří filmů o Golemovi od Paula Wegenera není filmovým zpracováním Meyrinkova románu, a to ani ten nejznámější z nich: Golem z roku 1920. Tyto filmy se zabývají samotnou židovskou golemovskou ságou, stejně jako film Le Golem od Juliena Duviviera z roku 1936. Naopak film Golem od Piotra Szulkina z roku 1979 je filmovou adaptací Meyrinkova románu.

### České překlady
- Golem. Překlad Bořivoj Prusík. Vydání autorisované. V Praze: F. Topič, 1916. 304 stran. Topičovy dobré knihy přeložené; 6.
- Golem. Překlad Eva Pátková. 3. vyd., (V Lidovém nakl. 1.). Praha: Lidové nakladatelství, 1971. 251 s., [12] l. obr. příl. "M" knihy; sv. 17.
- Golem. Překlad Jiří Mlíkovský. V Československém spisovateli vyd. 1. [Praha]: Československý spisovatel, 2010. 266 s. ISBN 978-80-87391-42-6.
- Golem. Překlad Hanuš Karlach. Vydání první. Voznice: Leda, 2020. 387 stran. Démanty literatury. ISBN 978-80-7335-652-1.